# Panteón de Santa Paula
El Panteón de Santa Paula (también, Cementerio de Santa Paula, era un antiguo cementerio o panteón ubicado entre las calles actuales de Moctezuma, Magnolia, Galeana y el Eje Central Lázaro Cárdenas, en la actual colonia Guerrero de la Ciudad de México. Tenía 48,800 metros cuadrados de extensión y  funcionó entre 1784 y 1824. Fue demolido a partir de 1864, y sus últimos vestigios desaparecieron en 1964, por las obras de ampliación de la avenida Paseo de la Reforma tramo Norte.

## Historia
En 1780 azotó una epidemia de viruela en la Ciudad de México que atacó a más de 48,000 personas, por lo que, en un intento por sanear el aire de la ciudad, el arzobispo Alonso Núñez de Haro y Peralta hizo la solicitud para que se señalaran dos camposantos en las afueras de la ciudad. Para 1784, el mismo arzobispo cedió al Hospital de San Andrés un terreno llamado Santa Paula, cercano a la parroquia de Santa María La Redonda, para que fueran enterrados en él los fallecidos en dicho hospital. La pequeña capilla fue bendecida el 25 de febrero de 1786, y en 1788 se convirtió en un cementerio comunitario. Finalmente no fue sino hasta 1836, luego de una reforma legal que prohibía más entierros en los atrios de las iglesias, cuando se convirtió oficialmente en el Panteón General de Santa Paula.
En ese lugar se sepultaban personas de escasos recursos. Se inhumó a personajes ilustres, como también a víctimas que dejó la epidemia de cólera de 1850-1852 en México. Tiempo después, el panteón quedó casi destruido a consecuencia de un temblor ocurrido en 1858, por lo que se clausuró junto con los panteones de San Fernando, Los Ángeles y San Diego, pues al ser absorbidos por la ciudad, constituían un riesgo para la salud pública.[cita requerida]
En 1882 el panteón fue cerrado para ampliar las calles donde se encontraba. Sin embargo, se reabrió en 1884, con el propósito de inhumar a las víctimas del cólera. En 1902, se ordenó limpiar el terreno de Santa Paula, para que finalmente, en 1904, se llevase a cabo la demolición de las bardas que todavía quedaban en pie.[cita requerida]
Entre 2004 y 2008 el Instituto Nacional de Antropología e Historia realizó el estudio de diecisiete restos de personas, algunos de los cuales fueron víctimas de la epidemia de 1850-1852.
En julio del 2025, la Fiscalía General de Justicia de la Ciudad de México (FGJ) confirmó que los restos óseos hallados durante las excavaciones en el sitio donde se estaba construyendo un conjunto habitacional provenían de este panteón. Se suspendieron las obras y se hizo la notificación correspondiente al Instituto Nacional de Antropología e Historia.

## Personajes ilustres
Fueron enterrados en este panteón:

### Presidentes y militares
- La pierna de Antonio López de Santa Anna (1794-1876), quién fue presidente en 1833 (cuatro ocasiones), 1835, 1839, 1842, 1843, 1844, 1847 (dos ocasiones) y de 1853 a 1855.[4]
- Guadalupe Victoria, primer presidente de México; 1824-1829.
- Melchor Múzquiz (1790-1844), presidente en 1832.

### Militares
- Lucas Balderas (1797 - 1847)
- Rafael Ramiro (17?? - 1846). Participó en la redacción del Plan de Iguala en 1821.
- Luis Martínez de Castro (17?? - 18??)., capitán y literato.
- Felipe Santiago Xicoténcatl (1806 - 1847) defensor del Castillo de Chapultepec el 13 de septiembre de 1847. Miembro del Batallón Activo de San Blas.

### Personas destacadas
- Pedro Romero de Terreros (1710 - 1781) el primer Conde de Regla, fundador del Nacional Monte de Piedad.
- Juan de Dios Salgado (17?? - 1845), popular primer actor del Siglo XIX.
- Cayetano Andrade (17?? - 18??), médico.

### Mujeres notables
- Leona Vicario (1789 - 1842). Participó en la Independencia de México y recibió el título de Benemérita y Dulcísima Madre de la Patria.
- María Josefa Sánchez Barriga y Blanco de O'Donojú. (1762 - 1842), esposa del último virrey de la Nueva España, Juan de O'Donojú.

## Pierna de Santa Anna
En este panteón, el general Antonio López de Santa Anna hizo enterrar la pierna que años antes había perdido en Veracruz, durante la Guerra de los Pasteles. La pierna estuvo sepultada desde 1838 en su hacienda Manga de Clavo de dicho estado. Este singular entierro se efectuó el 27 de septiembre de 1842, con la presencia del propio militar. Años más tarde, cuando Santa Anna pensó ceñirse la corona imperial, un grupo de personas que se oponían exhumaron la pierna de su nicho y la pasearon por las calles. Una vez que algún policía detuvo a los vándalos, la pierna fue regresada a su nicho y se le rindió homenaje. Cada vez que Santa Anna tomaba el poder, sus partidarios la enterraban y le rendían honores; cuando lo derrocaban, la gente la desenterraba y la paseaba por la ciudad hasta que se guardaba en casa de alguien.